# Старо-Акульшетское муниципальное образование
Старо-Акульшетское муниципальное образование — муниципальное образование со статусом сельского поселения в 
Тайшетском районе Иркутской области России. Административный центр — поселок Старый Акульшет.

## Демография
По результатам Всероссийской переписи населения 2010 года 
численность населения муниципального образования составила 1188 человек, в том числе 565 мужчин и 623 женщины.

## Населённые пункты
В состав муниципального образования входят населённые пункты
- Старый Акульшет
- Акульшет
- Парижская Коммуна